# Triphaenopsis curtipalpis
Triphaenopsis curtipalpis là một loài bướm đêm trong họ Noctuidae.